# Kismarjai Nagy-szik
Kismarjai Nagy-szik este o arie protejată (arie specială de conservare — SAC, sit de importanță comunitară — SCI) din Ungaria întinsă pe o suprafață de 848,18 ha, integral pe uscat.

## Localizare
Centrul sitului Kismarjai Nagy-szik este situat la coordonatele 47°12′41″N 21°47′35″E / 47.211389°N 21.793056°E.

## Înființare
Situl Kismarjai Nagy-szik a fost declarat sit de importanță comunitară în mai 2004 pentru a proteja 1 specie de plante și 6 specii de animale. Situl a fost protejat și ca arie specială de conservare în februarie 2010.

## Biodiversitate
Situată în ecoregiunea panonică, aria protejată conține 4 habitate naturale: Pajiști stepice panonice pe loess, Stepe și mlaștini sărate panonice, Pajiști aluvionare inundabile, de Cnidion dubii, Liziere de ierburi înalte hidrofile de câmpie și de nivel montan până la alpin.
La baza desemnării sitului se află mai multe specii protejate:
- plante (1): Cirsium brachycephalum
- amfibieni (1): buhai de baltă cu burta roșie (Bombina bombina)
- mamifere (1): popândău (Spermophilus citellus)
- nevertebrate (2): Gortyna borelii lunata, fluturele purpuriu (Lycaena dispar)
- pești (1): țigănuș (Umbra krameri)
- reptile (1): țestoasa de baltă (Emys orbicularis)

Pe lângă speciile protejate, pe teritoriul sitului au mai fost identificate 1 specie de plante.